# Altofonte
Altofonte er en italiensk by (og kommune) i regionen Sicilien i Italien, med omkring 9.848(2023) indbyggere.  